# Петров, Александр Васильевич (патологоанатом)
Алекса́ндр Васи́льевич Петро́в (1837―1885) ― русский патологоанатом, профессор и заведующий кафедрой патологической анатомии Казанского университета.

## Биография
Родился 24 мая (5 июня) 1837 года в Пензе, в семье чиновника казённой палаты.
В 1845—1852 годах учился в Пензенской гимназии. В 1859 году окончил со званием лекаря медицинский факультет Казанского университета, был оставлен для приготовления к профессорскому званию и временно прикомандирован к профессору анатомии для исполнения прозекторских обязанностей. Летом 1861 года по представлению профессора Е. Ф. Аристова предполагался к отправке на один год в Дерпт для усовершенствования, но из-за участия в октябрьских университетских беспорядках, вместе с докторантом Песковым был выслан из Казани, как лицо, оказывающее «вредное влияние на студенчество».
Вернувшись в Казань, выдержал докторские экзамены и 28 октября 1862 года после защиты диссертации «К учению об уремии» был утверждён в степени доктора медицины; затем он получил должность окружного Олекминского и Вилюйского врача в Якутской области, но вскоре возвратился в университет и 21 октября 1863 года был избран доцентом патологической анатомии, образованной в соответствии с новым университетским уставом. Через полгода, 27 мая 1864 года он был командирован на два года за границу «с учёной целью», а 31 декабря 1865 года был утверждён экстраординарным профессором по кафедре патологической анатомии. Специализацию по патологической анатомии в Германии он прошёл у выдающегося немецкого врача и учёного Рудольфа Вирхова.
Кроме преподавания, 7 ноября 1866 года на него были возложены ещё и обязанности секретаря медицинского факультета Казанского университета. Ординарным профессором он был избран 1 ноября 1868 года, утверждение в этом звании последовало только 21 августа 1869 года.
Был произведён 31 декабря 1876 года в действительные статские советники. Был награждён орденами Св. Станислава 2-й ст. с императорской короной (1866), Св. Анны 2-й ст. с императорской короной (1873), Св. Владимира 3-й ст. (1880).
Принял участие в улучшении преподавания гигиены, введению курса медицинской географии и статистики. Среди его учеников были И. И. Моллесон, Н. И. Тезяков, Е. А. Осипов.
Одной из его главнейших заслуг была деятельность в Обществе казанских врачей; в 1870 года он стал председателем общества — до 1884 года, с перерывом в 1875—1879 годах. Под влиянием Петрова число членов общества быстро возросло и возник оживлённый обмен мнений между Казанским и другими русскими врачебными обществами. Петров стремился к тому, чтобы вообще поставить на должную высоту санитарное дело в Казанской губернии и очень энергично принялся за выполнение этой задачи, но встретил не менее энергичное сопротивление со стороны местных властей. Разработал программу «Журнала общественной медицины», в которой предупреждение заболеваний провозглашалось главной задачей врачебной деятельности, однако Министерство внутренних дел Российской империи не дало разрешения на печатание этого журнала. Было также воспрещено и издание двухнедельной газеты «Дневник врачей», который однако взял под свою опеку Казанский университет. Однако Общество казанских врачей 23 марта 1875 года было закрыто и было восстановлено в виде «Общества врачей при Императорском Казанском университете» в 1877 году.
Изучал санитарное состояния Казанской губернии, провёл реформу программ подготовки сельского участкового врача.
Его речи и доклады в Казанском обществе и в университете являются ценным историческим материалом для изучения радикально-демократического крыла российской медицинской общественности во второй половине XIX века.
Имел в Казани, числившийся за женой, собственный деревянный дом на Ново-Горшечной улице.
Во второй половине 1884 года его болезнь, туберкулёз лёгких, приняла острую форму и он подал прошение об увольнении, которое последовало 17 марта 1885 года. Умер 20 мая (1 июня) 1885 года в Казани.

## Семья
Был женат на Агнессе Терентьевне Филипповой. Их дети: Владимир, Надежда, Агния, Николай Александр. Род был внесён в З-ю часть дворянской родословной книги Казанской губернии по определению Казанского дворянского депутатского собрания от 30 сентября 1894 года и утверждён указом Герольдии от 7 февраля 1895 года.